# Heinrich Wachs (Jurist)
Heinrich Rudolph Theodor Ferdinand Wachs (* 13. April 1796 in Merxhausen; † 10. Juni 1875 in Kassel) war ein deutscher Verwaltungsbeamter, Landrat in verschiedenen Kreisen und Direktor der Verwaltung verschiedener Provinzen des Kurfürstentums Hessen.

## Herkunft und Ausbildung
Er wurde als fünftes von sieben Kindern des Landrichters Karl Philipp Reinhard Wachs (1756–1833) und seiner Frau Anna Dorothea Busch (1764–1844) geboren. Heinrich Wachs studierte ab 1812 an der Philipps-Universität in Marburg.

## Karriere
Nach dem Studium war er bis 1831 Kreissekretär des Kreises Fritzlar, anschließend hatte er die gleiche Funktion im Kreis Hanau bis 1834 inne. 1834
–1840 war er Landrat des Kreises Schlüchtern, 1840–1849 Landrat des Kreises Hanau und 1849–1850 Landrat des Kreises Hofgeismar. Er wurde zum Regierungsrat ernannt und war 1850/51 Direktor des Bezirks Kassel. In der Reaktionsära nach der Revolution von 1848 wurden die Bezirke in Kurhessen 1851 wieder aufgelöst. Heinrich Wachs wurde nun Direktor der wiederhergestellten Provinz Niederhessen. 1858–1865 war er Direktor der Provinz Fulda und zugleich landesherrlicher Bevollmächtigter beim Bistum Fulda und Kurator der Landesbibliothek Fulda. Abschließend kam er noch kurze Zeit als Regierungsdirektor der Provinz Hanau zum Einsatz, bevor er am 3. September 1866, schon von den Preußen, die das Land nach dem Deutschen Krieg besetzt hatten, in den Ruhestand versetzt wurde, kurz bevor sie Kurhessen am 20. September 1866 annektierten. Er erhielt den preußischen Roten Adlerorden III. Klasse mit Schleife und war Ritter des kurfürstlichen Wilhelmsordens sowie Kommandeur des hannoverschen Guelphen-Ordens.

## Familie
Heinrich Wachs heiratete am 9. August 1831 Henriette Viktoria Adelheid Saeltzer. Aus der Ehe gingen sieben Kinder hervor.